# Maianthemum hondoense
Maianthemum hondoense är en sparrisväxtart som först beskrevs av Jisaburo Ohwi, och fick sitt nu gällande namn av Lafrankie. Maianthemum hondoense ingår i släktet ekorrbärssläktet, och familjen sparrisväxter. Inga underarter finns listade i Catalogue of Life.